# 利拉克
利拉克（法語：Lirac，法語發音：[liʁak]）是法国加尔省的一个市镇，属于尼姆区。

## 地理
利拉克（44°2'10"N, 4°41'24"E）面积9.76 平方千米，位于法国奧克西塔尼大區加尔省，该省份为法国南部沿海省份，南端濒地中海，北起顺时针与阿尔代什省、沃克吕兹省、罗讷河口省、埃罗省、阿韦龙省和洛泽尔省接壤。
与利拉克接壤的市镇（或旧市镇、城区）包括：罗克莫尔、圣洛朗德萨布尔、圣维克托拉科斯特、塔韦勒。

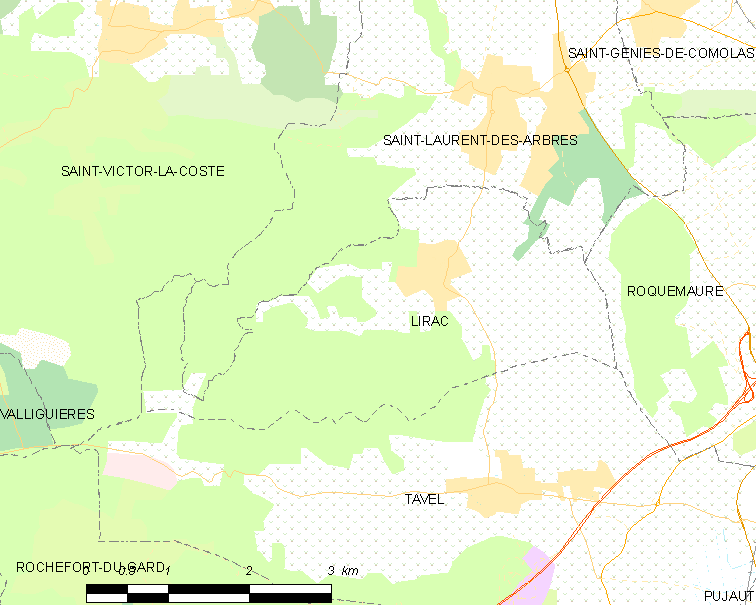
利拉克的OSM定位图

利拉克的时区为UTC+01:00、UTC+02:00（夏令时）。

## 行政
利拉克的邮政编码为30126，INSEE市镇编码为30149。

## 政治
利拉克所属的省级选区为罗克莫尔县。

## 人口

1962-2008年间利拉克人口变化图示

利拉克于2022年1月1日时的人口数量为938人。